# Furore (opera teatrale)
Furore (The Grapes of Wrath) è un'opera teatrale di Frank Galati, tratta dall'omonimo romanzo di John Steinbeck. Il dramma ha debuttato a Chicago, prima di andare in scena a San Diego, Londra e a New York con Gary Sinise, Kathryn Erbe, Jeff Perry, Lois Smith e Stephen Bogardus. Il dramma ha vinto il Tony Award alla migliore opera teatrale.